# Ernst Richard Escales
Ernst Richard Escales (* 8. Juli 1863 in Zweibrücken; † 9. September 1924 in München) war Chemiker, Sprengstoffexperte und Herausgeber von Fachzeitschriften, wie Faserstoffe und Spinnpflanzen, Edelerden und Erze, Zeitschrift für das gesamte Schieß- und Sprengstoffwesen und Kunststoffe. Er gilt als Namensgeber der Werkstoffklasse Kunststoffe.

## Leben

Porträt von Ernst Richard Escales mit Unterschrift. Zeichnung der Künstlerin Marie Stoppe, entstanden um 1911

Richard Escales kam als Sohn des Zweibrücker Fabrikbesitzers Gustav Escales zur Welt. Nach dem Abitur wandte er sich dem Chemiestudium zu und studierte an den Universitäten Würzburg, Erlangen, München, Freiburg im Breisgau und Zürich. „Über Verbindungen von Phenylmerkaptan mit Ketonsäuren“ lautete der Titel seiner Dissertation im Jahre 1886 in Würzburg, die das Prädikat summa cum laude (lat. „mit höchstem Lob“) erhielt.
Nach kurzer Tätigkeit an der Königlichen höheren Webeschule (1886–1887) leitete er für annähernd eine Dekade die väterliche Fabrik. Aber ihn zog es zurück zu den Wissenschaften: 1896 trat er in das Laboratorium des Professors von Bayer über (heute: Bayer AG).
Sein Interesse für angewandte Chemie führte ihn zur Herstellung und Erforschung der Explosivstoffe. 1902 bis 1907 leitete er das von ihm gegründete Sprengstoff-Versuchs-Laboratorium auf dem Gelände der pyrotechnischen Fabrik von Meisenbach in München-Schwabing und erwarb im Zuge der Tätigkeit einige Patente. Seine Erfahrungen auf diesem Gebiet begann Escales ab 1903 in dem Grundlagenwerk „Explosivstoffe“ zusammenzufassen. Es beschäftigte sich in sieben Bänden mit der Herstellung, den Eigenschaften und der Anwendung von Explosivstoffe. Die sich ergebenden Fachkontakte brachten Escales auf die Idee eine Fachzeitschrift für dieses Spezialgebiet zu begründen („Zeitschrift für das gesamte Schieß- und Sprengstoffwesen“), um die fortschreitende Entwicklung zu dokumentieren und den Fachleuten aktuelle Informationen anzubieten. 1911 folgte dann eine weitere Zeitschrift unter dem Titel „Kunststoffe“, die sich als „Zeitschrift für Erzeugung und Verwendung veredelter oder chemisch hergestellter Stoffe“ dem Fachpublikum anbot.
Zur Einführung schrieb Escales in der neuen Zeitschrift am 1. Januar 1911: „Die letzten 50 Jahre haben der chemischen Technik außerordentliche Erfolge gebracht auf dem Gebiete der künstlichen Herstellung von Farbstoffen, Arzneimitteln und Riechstoffen, die früher mühsam und kostspielig aus Pflanzen gewonnen werden mussten und jetzt aus billigen Rohmaterialien künstlich aufgebaut werden. Man hat sich weiterhin nicht damit begnügt, die natürlichen Stoffe nachzuahmen, man stellte auch ähnliche, zum Teil wirksamere, jedenfalls mannigfaltigere chemische Verbindungen her, wobei man sich im allgemeinen an den von der Natur gegebenen Typus hielt; mit zunehmender Erkenntnis der für den gewünschten Zweck wirksamen Gesetzmäßigkeiten ist man endlich dazu gelangt, künstliche Farbstoffe, Arzneimittel und Riechstoffe zu erzeugen, von andrer Zusammensetzung als die Naturprodukte, ihnen aber an Wirkung gleichkommend oder überlegen.“
Mit dieser Einführung war das Programm der sich rasch entwickelnden Kunststoffe entworfen, welches bis heute gilt – Kunststoffe substituieren bislang natürliche Stoffe und versuchen diese zu übertreffen in puncto Medienbeständigkeit, Haltbarkeit, Elastizität, Funktion oder Haptik.
Ab 1914 diente Escales als Kriegsfreiwilliger und brachte es in den Rang eines Hauptmanns. Bis Kriegsende diente er in der Minenwerferschule München.
Nach Kriegsende gründete er die „Deutsch-Mexikanische Gesellschaft“ und die „Deutsch-Mexikanische Rundschau“. Die Regierung Mexikos ernannte ihn 1923 zu ihrem technischen Korrespondenten.
Ab 1924 trat sein Sohn, der Chemiker Erich Escales, in die Fußstapfen seines Vaters. Diese Lebensaufgabe führte er 1945/46 mit Hilfe des Verlegers Carl Hanser weiter. Ab 1958 erschien die Zeitschrift Kunststoffe in englischer Sprache („Kunststoffe/German Plastics“), ab 1957 als Referenz an Escales sen. auch als spanischsprachige Schwesterausgabe Plásticos, die seither, insbesondere in Lateinamerika hohes Ansehen genießt.
Escales beschäftigte sich zudem mit zwei Feldern außerhalb seiner Fachkompetenz: 1. Dem Kanalbau Deutschlands zur Verbindung der großen Ströme, und 2. der direkten Ausnutzung der Sonnenenergie.
Escales gilt durch den gewählten Titel Kunststoffe als Schöpfer des Wortes für die Werkstoffklasse der „veredelten oder chemisch hergestellten Stoffe“, die im deutschsprachigen Raum und darüber hinaus Bestand hat.

## Dr.-Richard-Escales-Preis
In Erinnerung an Escales wird seit 1998 vom Carl Hanser Verlag und dem VDWF (Verband Deutscher Werkzeug- und Formenbauer) der Dr.-Richard-Escales-Preis ausgelobt. Der Medienpreis wird alle drei Jahre für besondere Verdienste in der Kunststoffindustrie verliehen. Seit 2022 werden zwei Preise vergeben.
In Erinnerung an Escales wird seit 1998 vom Carl Hanser Verlag und dem VDWF (Verband Deutscher Werkzeug- und Formenbauer) der Dr.-Richard-Escales-Preis ausgelobt. Der Medienpreis wird alle drei Jahre für besondere Verdienste in der Kunststoffindustrie verliehen. Seit 2022 werden zwei Preise vergeben.
1. In der Kategorie "Forschung & Entwicklung" werden Personen geehrt, die über eine solide technische Ausbildung der Kunststofftechnik verfügen und diese Kenntnisse in besonderem Maße weitergeben, beispielsweise durch Publikationen – vom Fachartikel über Fachbücher bis zu digitalen Formen der Kommunikation, auch über die Grenzen von Fachdisziplinen hinweg.
2. Die Kategorie "Industrie" honoriert Persönlichkeiten aus der Industrie, die prämierungswürdige Innovationen oder Initiativen im Bereich der Kunststofftechnik auf den Weg gebracht haben.

Neben der Urkunde erhielt der Preisträger 2019 erstmals eine eigens entworfene Trophäe. Sie besteht aus einer additiv gefertigten, etwa auf die Hälfte verkleinerten Replika des Mosaiks, das die italienische Künstlerin Lady Be 2019 im Auftrag des Verlags nach dem Vorbild des Escales-Porträts aus kleinen farbigen Kunststofffiguren geschaffen hat.
Preisträger
- 1998: Erwin Bürkle
- 2001: Tim Osswald
- 2004: Erwin Baur[4]
- 2007: Christian Bonten[5]
- 2010: Georg Steinbichler[6]
- 2013: Erich Wintermantel[7]
- 2016: Sonja Pongratz[8]
- 2019: Andreas Gebhardt[9]
- 2022: Kurt Gebert (Industrie) und Thomas Seul (Forschung und Entwicklung)[10][11]